# Панчишин Богдан Євгенович
Богдан Євгенович Панчишин (нар. 6 лютого 2004, Новояворівськ, Львівська область, Україна) — український футболіст, центральний півзахисник житомирського «Полісся» та капітан команди «Полісся-2». Молодший брат футболіста Ореста Панчишина.

## Життєпис
Народився в місті Новояворівськ Львівської області. Футболом розпочав займатися в яворівській ДЮСШ, а потім виступав а юнацьких змаганнях Львівської області за «ДЮСШ-Янтарний» з рідного міста та львівські «УФК-Карпати». У ДЮФЛУ з 2017 по 2021 року захищав кольори «Карпат» (Львів), «Янтарний» (Новояворівськ), «Гірник» (Новояворівськ) та «Львів». Починаючи з сезону 2020/21 років виступав за юнацьку команду «городян», також дебютував за молодіжну команду клубу. Вперше до заявки на Прем'єр-ліга України потрапив 4 червня 2023 року на програний (0:1) виїзний поєдинок 30-го туру проти ковалівського «Колоса». Богдан просидів на лаві запасних усі 90 хвилин. Після цього до заявки першої команди на офіційні матчі не потрапляв.
Наприкінці липня 2023 року вільним агентом перебрався до «Звягеля». У футболці однойменного клубу дебютував 2 серпня 2023 року в переможному (5:0)домашньому поєдинку 2-го раунду кубку України проти борщагівської «Чайки». Панчишин вийшов на поле в стартовому складі та відіграв увесь матч. У Другій лізі України дебютував 6 серпня 2024 року в переможному (7:4) виїзному поєдинку 1-го туру вінницької «Ниви». Богдан вийшов на поле в стартовому складі та відіграв увесь матч. У сезоні 2023/24 років зіграв 16 матчів у Другій лізі, 3 матчі в національному кубку та 2 поєдинку у плей-оф за право підвищитися в класі.
У середині липня 2024 року вільним агентом перебрався до «Полісся», але одразу ж був переведений до резервної команди. Дебютував за «Полісся-2» 8 серпня 2024 року в програному (0:3) виїзному поєдинку 1-го туру групи А Другої ліги України проти «Куликова-Білки». Панчишин вийшов на поле в стартовому складі та відіграв увесь матч